# Pericallia matrona
Pericallia matrona là một loài bướm đêm thuộc phân họ Arctiinae, họ Erebidae.